# Рибіна
Рибіна (пол. Rybina, нім. Fischerbabke) — село в Польщі, у гміні Стеґна Новодворського повіту Поморського воєводства.
Населення — 488 осіб (2011).
У 1975-1998 роках село належало до Ельблонзького воєводства.

## Демографія
Демографічна структура станом на 31 березня 2011 року:
|          | Загалом | Допрацездатний вік | Працездатний вік | Постпрацездатний вік |
| -------- | ------- | ------------------ | ---------------- | -------------------- |
| Чоловіки | 242     | 45                 | 176              | 21                   |
| Жінки    | 246     | 60                 | 136              | 50                   |
| Разом    | 488     | 105                | 312              | 71                   |